# Acacia inophloia
Acacia inophloia é uma espécie de leguminosa do gênero Acacia, pertencente à família Fabaceae.